# Aero-Dienst
Aero-Dienst ist eine deutsche Fluggesellschaft mit Sitz in Nürnberg und Basis auf dem Flughafen Nürnberg.

## Geschichte

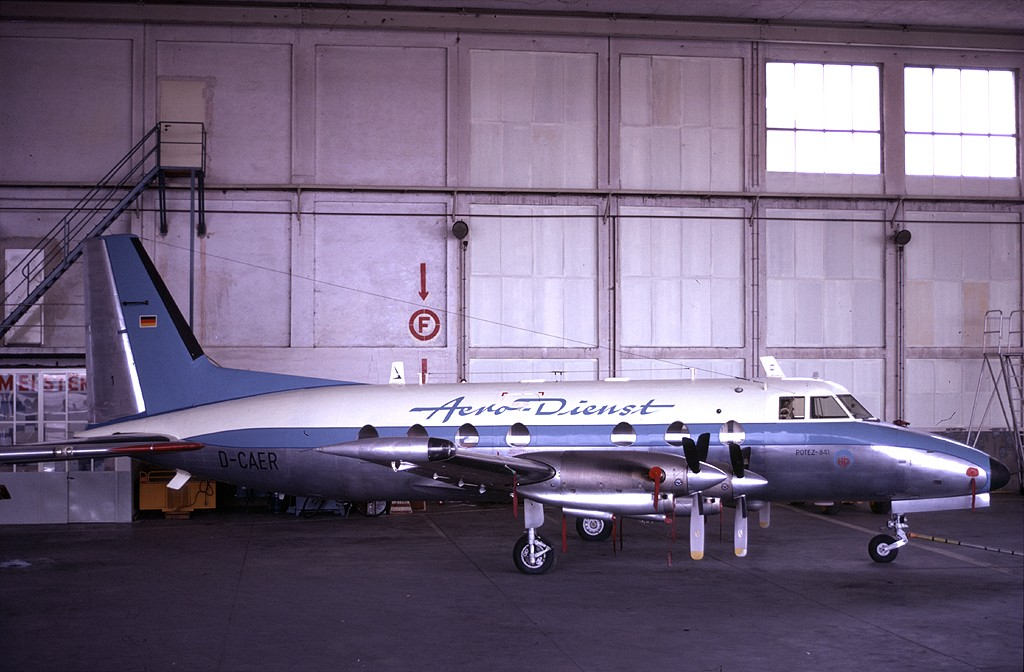
Potez 841 der Aero-Dienst im Jahr 1968

Aero-Dienst wurde 1958 zunächst als Wartungsunternehmen durch das Rüstungsunternehmen Diehl und den Fahrzeughersteller Faun gegründet. Die Firma war einer der wenigen Betreiber des französischen Geschäftsflugzeugs Potez 841. Im Jahr 1966 wurde sie ein gewerbliches Luftfahrtunternehmen und stieg in das Aircraft Management ein. Zwei Jahre später begann man mit Verkauf, Wartung und Vercharterung von Learjets. Aero-Dienst ist damit der älteste Anbieter Deutschlands im Bereich des Geschäftsflugverkehrs.
Seit 1975 werden auch Ambulanzflüge mit Learjets für Mitglieder des ADAC durchgeführt. Im Jahr 1989 wurde in Nürnberg die zweite Werfthalle eröffnet. 1998 wurde der ADAC neuer Gesellschafter bei Aero-Dienst.
2006 erhielt das Unternehmen ein neues Corporate Design, 2008 wurde erneut ein weiterer Hangar errichtet. Seit 2009 ist Aero-Dienst ein autorisiertes Servicezentrum für Jets des Musters Dassault Falcon 7X, seit 2010 darf man Präzisionslandeanflüge nach CAT II/IIIA mit Falcon 900EXy durchführen. 2011 wurde der vierte Hangar in Nürnberg eröffnet sowie die Kapazitäten weiter ausgebaut.

## Dienstleistungen
Aero-Dienst führt neben Charterflügen im Geschäftsflugverkehr auch weltweiten Ambulanzflugverkehr (auch mit intensivmedizinischer Versorgung) mit Ambulanzflugzeugen durch, beispielsweise für den ADAC. Weitere Geschäftsfelder sind die Luftfahrzeug-Instandhaltung, der An- und Verkauf von Flugzeugen sowie die Bereitstellung und Verwaltung von Flugzeugen für Unternehmen. Die Gesellschaft betreibt zudem am Flughafen Nürnberg vier Hangar mit einer Fläche von rund 8000 m².

## Flotte

### Aktuelle Flotte
Mit Stand 2022 besteht die Flotte der Aero-Dienst aus fünf Flugzeugen:

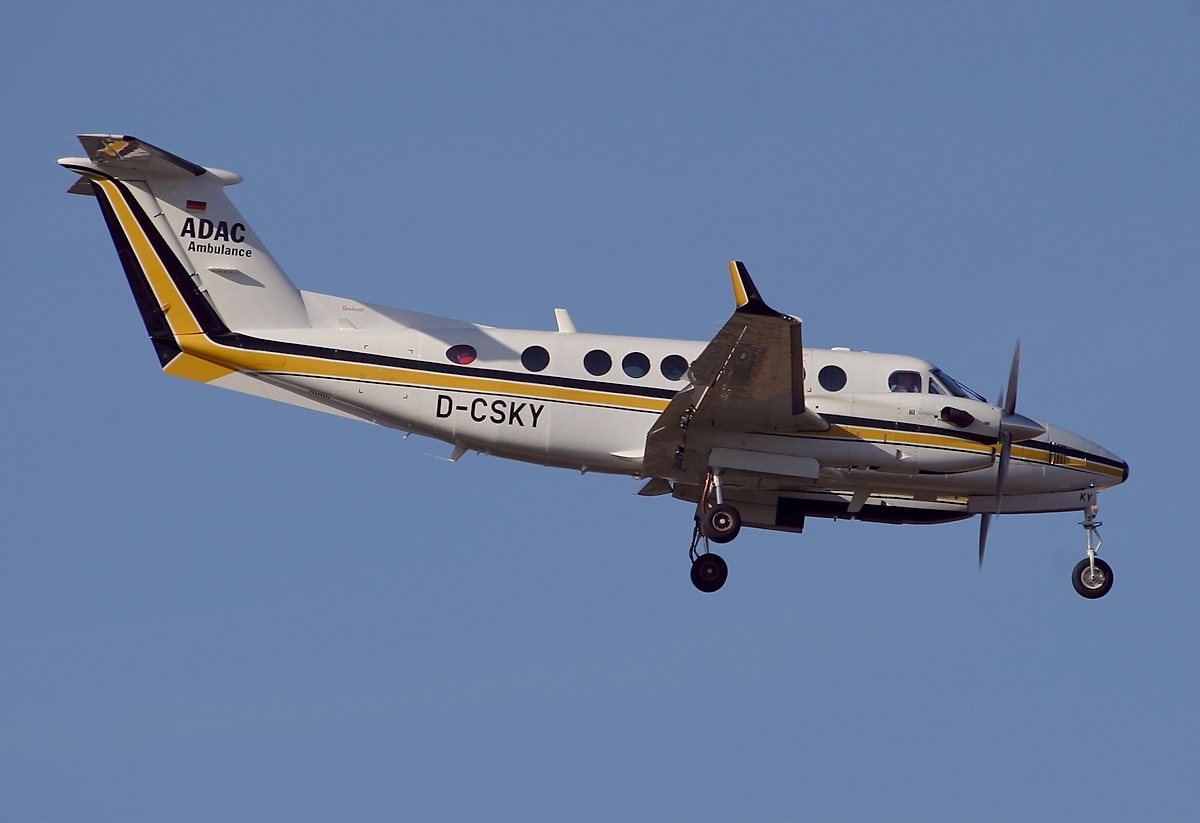
Beechcraft King Air 350 der Aero-Dienst

| Flugzeugtyp             | Anzahl | bestellt | Anmerkungen                        | Sitzplätze |
| ----------------------- | ------ | -------- | ---------------------------------- | ---------- |
| Geschäftsreiseflugzeuge |        |          |                                    |            |
| Learjet 45XR            | 1      |          |                                    | 8          |
| Rettungsflugzeuge       |        |          |                                    |            |
| Dornier 328-310JET      | 2      |          | betrieben für die ADAC Luftrettung | 4          |
| Learjet 60XR            | 2      |          | betrieben für die ADAC Luftrettung | 4          |
| Gesamt                  | 5      | –        |                                    |            |

### Ehemalige Flugzeugtypen
- Beechcraft King Air 350[4]
- Dassault Falcon 7X
- Learjet 60
- Potez 841

## Zwischenfälle
- Am 7. Juni 1993 stürzte ein Learjet 35A (Luftfahrzeugkennzeichen D-COCO) beim Startvorgang vom Flughafen Köln/Bonn ab. Die zwei Piloten und die zwei Passagiere starben, darunter der Gründer der Spielzeugfirma Dickie Wolfgang Sauerborn.[5]